# Pat Brady (auteur)
Pour les articles homonymes, voir Pat Brady et Brady.
Pat Brady (né le 12 octobre 1947 à Louisville) est un auteur de bande dessinée américain, créateur en 1984 du comic strip Rose Is Rose.

## Prix et récompenses
- 2005 : Prix Reuben pour Rose Is Rose